# Audi do Brasil
Audi do Brasil Indústria e Comércio de Veículos Ltda. ist ein Automobilhersteller in São José dos Pinhais in Brasilien.

## Geschichte
Audi do Brasil wurde 1997 gegründet. Gleichzeitig begannen die Bauarbeiten für ein Werk in São José dos Pinhais bei Curitiba, das von Volkswagen und Audi genutzt werden sollte. Die Einweihungsfeier mit dem brasilianischen Staatspräsidenten Fernando Henrique Cardoso fand am 18. Januar 1999 statt.
Als erstes Fahrzeugmodell wurde von 1999 bis 2006 der Audi A3 hergestellt, zumindest anfangs aus CKD-Bausätzen. Die Produktion wurde wegen mangelnder Rentabilität eingestellt.
Im Jahr 2000 ging Audi zudem mit der Senna Import Participações Ltda. des 1994 tödlich verunglückten Formel-1-Rennfahrers Ayrton Senna in Ingolstadt das Joint Venture Audi Senna Ltda. ein. Audi beteiligte sich daran mit 51 Prozent. Fünf Jahre später gründete Audi mit der Audi Brasil Distribuidora de Veículos Ltda. eine eigene Vertriebs-Tochtergesellschaft in Brasilien und übernahm dabei die restlichen 49 % des Joint-Venture.
Die Produktion von Audi-Modellen wurde 2015 in São José dos Pinhais wieder aufgenommen. Nach dem Audi A3 wurde 2016 mit der Fertigung des Audi Q3 begonnen. Beide Modelle werden hier auch als Ethanol-Version hergestellt.